# Chelydroidea
Chelydroidea is een superfamilie van schildpadden (Testudines). Er zijn 37 soorten die moerasbewonend zijn en veel in het water vertoeven.

## Naam
De wetenschappelijke naam van de groep werd voor het eerst voorgesteld door William John Swainson in 1839. De naam van de groep is afgeleid van het geslacht Chelydra. Dat ontleent de naam aan het Griekse woord voor schildpad; 'chelyros'.

## Indeling
Er zijn drie families die onder de Chelydroidea vallen; de tabascoschildpadden (Dermatemydidae) zijn een monotypische groep die slechts wordt vertegenwoordigd door een enkele soort; de tabascoschildpad (Dermatemys mawii). Deze schildpad komt voor in Midden-Amerika tot Mexico. De bijtschildpadden (Chelydridae) zijn met vijf soorten eveneens een kleine familie. De andere familie is de familie modder- en muskusschildpadden (Kinosternidae), deze familie wordt vertegenwoordigd door 31 soorten die ook in Amerika voorkomen maar zich zowel noordelijker als zuidelijker hebben verspreid. Vertegenwoordigers van de onderfamilie Staurotypinae komen voor rond de Golf van Mexico en het Caribisch gebied, die van de onderfamilie Kinosterninae zijn te vinden van oostelijk Noord-Amerika tot de Amazonerivier.
Tot 2021 werden de bijtschildpadden binnen de halsbergers naast alle andere superfamilies geplaatst. De andere twee families werden onder de superfamilie Kinosternoidea geplaatst. Deze groep wordt tegenwoordig niet meer erkend. In veel literatuur is deze nieuwe indeling nog niet opgenomen.

## Families
De superfamilie omvat de volgende families, met de auteur, het soortenaantal en het verspreidingsgebied.
| Naam                                          | Auteur         | Soorten | Verspreidingsgebied    |
| --------------------------------------------- | -------------- | ------- | ---------------------- |
| Bijtschildpadden (Chelydridae)                | Swainson, 1951 | 5       | Noord- en Zuid-Amerika |
| Tabascoschildpadden (Dermatemydidae)          | Gray, 1870     | 1       | Midden-Amerika         |
| Modder- en muskusschildpadden (Kinosternidae) | Agassiz, 1857  | 31      | Noord-Amerika          |